# Телевидение в Финляндии
Телевидение в Финляндии появилось в 1955 году. Цветное телевидение появилось в 1969 году и внедрялось постепенно, к концу 1970-х годов большинство программ были цветными. Все наземные аналоговые станции прекратили вещание 1 сентября 2007 года после введения цифрового телевидения; кабельным провайдерам было разрешено продолжать аналоговое вещание в своих сетях до 1 марта 2008 года.
Как правило, иноязычный контент сопровождается субтитрами с сохранением звуковой дорожки на оригинальном языке. Это включает в себя ответы на интервью в новостных или журнальных программах, которые не даются на основном языке программы. Иностранные программы, предназначенные для детей, обычно дублируются на один из национальных языков. Независимо от целевой аудитории или языка оригинала, многие передачи имеют финское и (или) шведское название, которое используется в расписании программ.
По данным на 2016 год, 47% людей смотрят телевидение через наземную антенну, 43% — через кабель, 11% — через IPTV, и 4% — через спутник.

## История

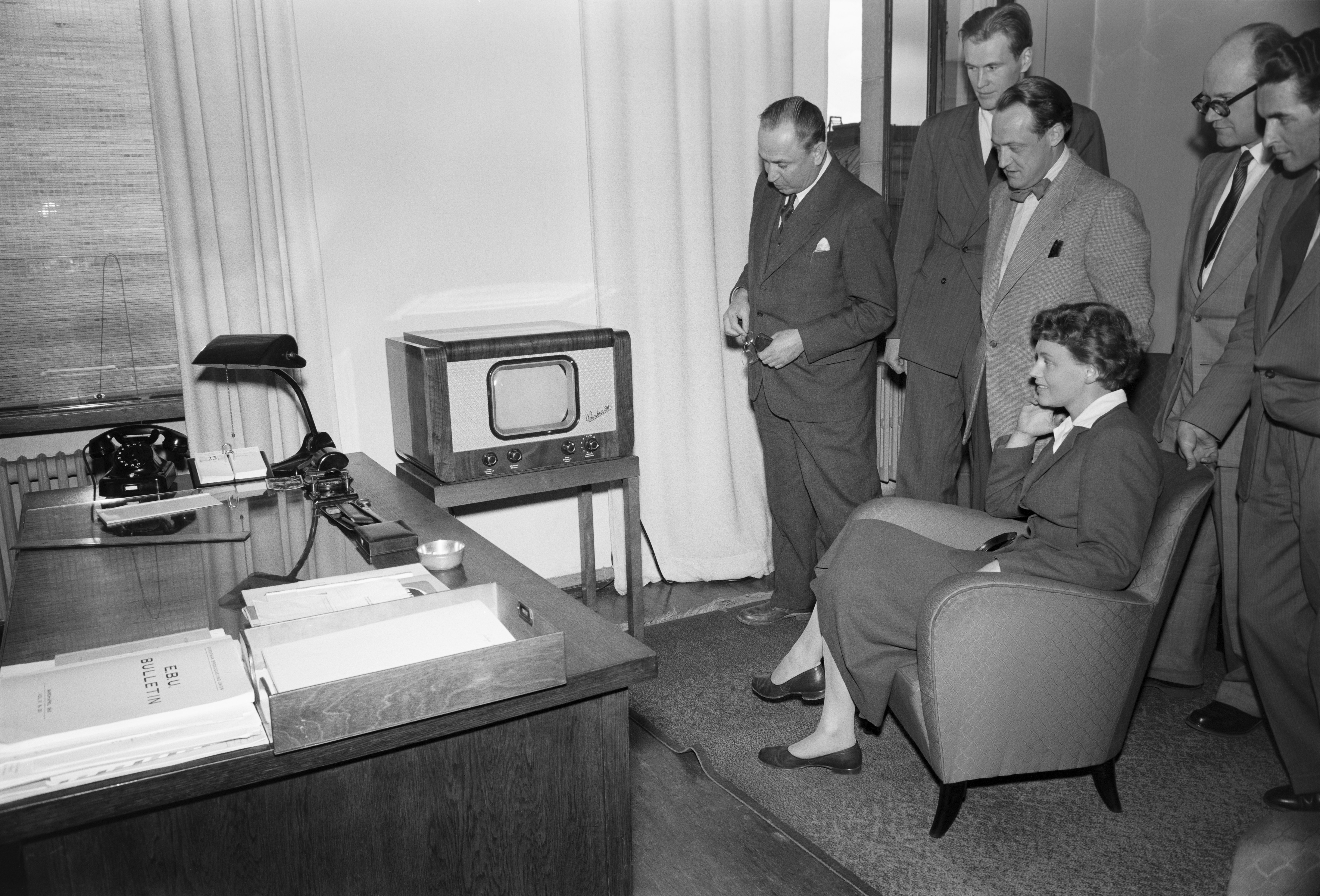
Просмотр первой телепередачи, 1955 год

24 мая 1955 года первая общественная телевизионная передача в Финляндии была осуществлена компанией Radioinsinööriseura. Этот проект в конечном итоге превратился в TES-TV (позднее Tesvisio), первый телевизионный канал в Финляндии, который начал регулярное вещание 21 марта 1956 года.
Общественный вещатель Yleisradio провел первые трансляции в 1957 году, а регулярное вещание началось с 1 января 1958 года. На канале Suomen Televisio (сейчас Yle TV1) также транслировались коммерческие программы MTV, отдельного канала, который арендовал блоки программ у Yleisradio. Это соглашение продлилось до 1993 года.

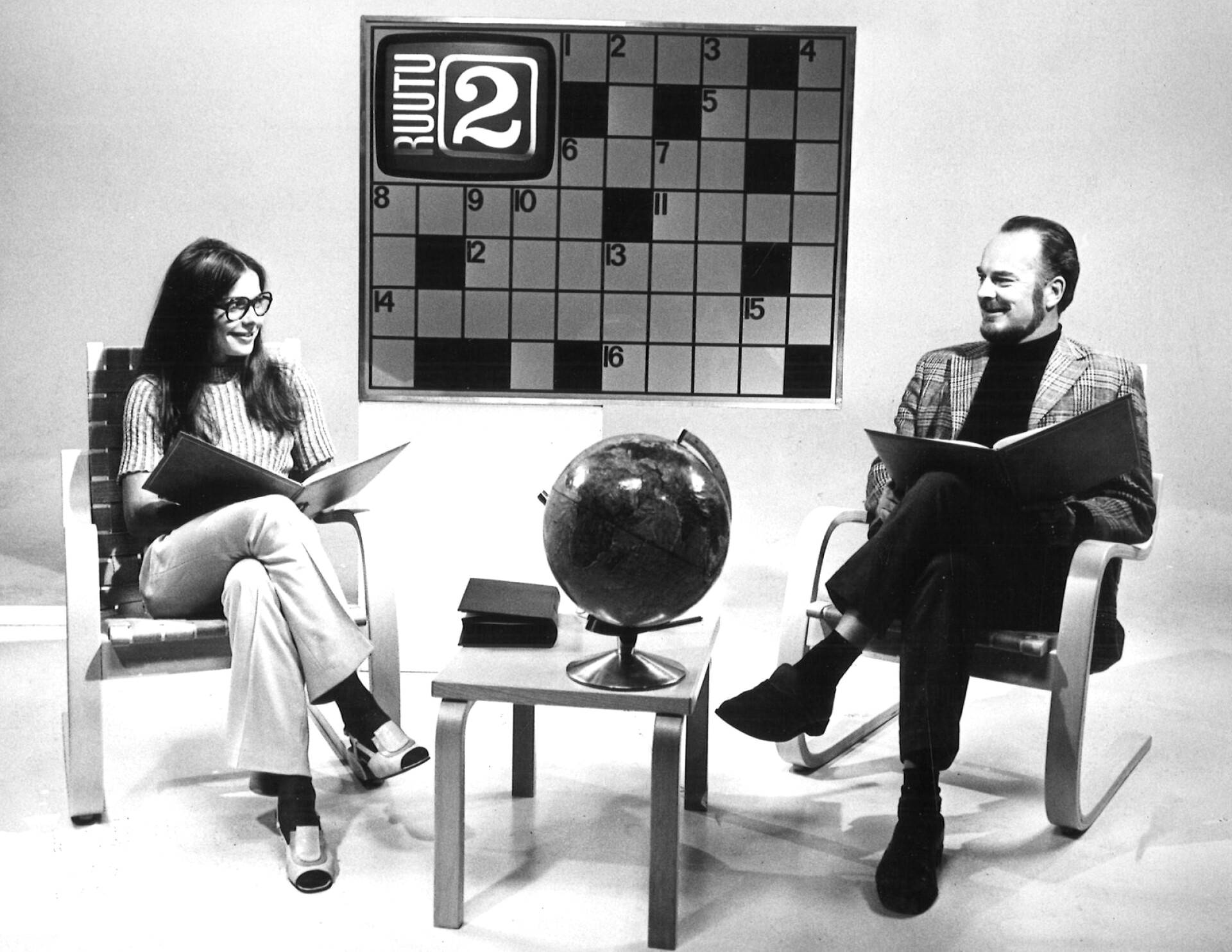
Телеигра Ristisana на канале Yle TV2 с ведущими Каариной Эло и Йоуко Синкконеном, 1971 год

В 1964 году Yleisradio приобрело Tesvisio и реорганизовало его активы во второй телеканал (сейчас Yle TV2). Несмотря на требования MTV, чтобы второй канал находился под их контролем, Yleisradio сохранило право собственности на второй канал, но продало MTV больше времени на нем. В 1986 году появился третий канал Kolmoskanava - совместное предприятие Yleisradio, MTV и Nokia. MTV постепенно приобрело Kolmoskanava в свою собственность и в 1993 году превратило ее в MTV3. Как только появился MTV3, MTV перенесло туда все свои программы.